# Halmi Jenő (színművész, 1905–1987)
Ifj. Halmi Jenő, Bózsinghalmi (Belényes, 1905. november 18. – 1987) színész, színházigazgató.

## Életútja
Színész szülők gyermeke. Apja id. Halmi Jenő, anyja Szalma Teréz. Iskoláit Kolozsvárott és Szarajevóban végezte. 16 éves korában önkéntes volt és 4 és fél évig katonai szolgálatot teljesített. 1925-ben színész lett és szerelmes szerepeket játszott. Egy-egy évet játszott Fehér Vilmos, Miklósy Imre, Tarr Béla, a Fővárosi Operettszínház, a Városi Színház és Szalay Károly társulatánál. 1932-ben a Dunántúl nagyobb városaiban mint színházigazgató működött, 1935–37-ben az Abádszalók–Füzesgyarmat–Tokaj, majd 1937–38-ban a Bicske–Kapuvár–Jánosháza színikerületben tevékenykedett. 1940-től Thuróczy Gyula társulatában játszott és ebben, majd 1941-től Beleznay Unger István társulatnál mint titkár működött.
1944-ben az ellenség előtt teljesített kiváló szolgálataiért, mint tart. őrmester, megkapta a Magyar Bronz Érdemérmet hadiszalagon. 1946-ban Szombathelyen színigazgatói engedélyt kapott Bőzsing-Halmi Jenő néven, amit azonban még szeptemberben vissza is vontak.

## Főbb szerepei
- Ottó (Katona József: Bánk bán)
- Laertes (Shakespeare: Hamlet)
- Cristian (Cyrano)
- Cárevics (Oroszország)
- Kovács (Olympia)
- Misi (Szegény lányt nem lehet elvenni)